# Anségise de Troyes
Pour les articles homonymes, voir Anségise.
Anségise est un religieux français du Xe siècle qui fut évêque de Troyes du 15 mai 914 jusqu'à sa mort, le 28 décembre 970. Il a été grand aumônier de France et chancelier du roi Raoul.

## Biographie
Anségise a été élevé jeune à l'épiscopat à Troyes. Chancelier du roi Raoul, il le rejoint à Autun et lui fait confirmer les privilèges du chapitre de Saint-Symphorien, dans le comte de Beaune.
Il a été un évêque guerrier, défendant son diocèse contre les attaques des vikings. En 925, les vikings ravagent la Bourgogne. Pour lutter contre eux, il se ligue avec les comtes de Sens et de Dijon et l'évêque de Langres. Ils rencontrent les vikings près de Chaumont en Bassigny. Les vikings sont mis en fuite et perdent 800 combattants. Anségise est blessé au cours de ce combat et le comte de Sens y a perdu la vie.
Un synode est réuni à Troyes, en 929.
En 949, Anségise est envoyé avec l'évêque d'Auxerre auprès de Louis IV d'Outremer par le duc des Francs Hugues le Grand pour obtenir une trêve. Ce qui est obtenu jusqu'à l'octave de Pâques.
En 955 ou 957, il assiste à un concile réuni en Bourgogne au sujet des biens de l'église.
Robert, comte de Troyes, fils d'Herbert II de Vermandois, ayant appris qu'Anségise avait usurpé les droits régaliens dans le comté de Troyes est venu mettre le siège de la ville en 958. Anségise est obligé de quitter la ville et il s'est réfugié en 959 auprès d'Otton Ier, duc de Saxe et roi de Francie orientale avant d'être couronné empereur du Saint-Empire. Il est revenu mettre le siège de Troyes avec une troupe de Saxons dont un des chefs est Brunon, duc de Lotharingie et archevêque de Cologne. Robert et ses alliés pour faire lever le siège ont combattu les Saxons près du village de Villiers-Louis. Les Saxons sont battus et doivent lever le siège. L'emperreur Otton Ier a envoyé l'archevêque de Cologne Brunon pour raccommoder Anségise et le comte Robert, en 960. Le comte est resté maître du comté de Troyes et l'évêque a retrouvé son siège.
Anségise a assisté à un concile dans le diocèse de Meaux en 962.
D'après le nécrologe d'Auxerre, il est mort le 28 décembre 970.